# G.722.1
G.722.1 ist ein auf Sprachsignale spezialisierter Transformations-Codec zur verlustbehafteten Audiodatenkompression. Er basiert auf dem Verfahren Siren 7, welches von Polycom, Inc. (damals noch PictureTel Corporation) entwickelt wurde und von dem Unternehmen patentierte Techniken enthält. Nutzungslizenzen werden kostenfrei erteilt.
Der Codec arbeitet mit einer Frequenztransformation mit überlappenden Blöcken, der sogenannten Modulated Lapped Transform (MLT). Er arbeitet mit einer Abtastrate von 16 kHz und bildet Frequenzen von bis zu 7 kHz („Breitband“) in Datenströmen von 24 oder 32 kBits pro Sekunde ab. Der Berechnungsaufwand (algorithmische Komplexität) beträgt etwa 5,5 MIPS (mit Fließkomma-Arithmetik).
Die algorithmisch bedingte Übertragungsverzögerung beträgt 40 Millisekunden.
Vorgänger des Verfahrens war PT716plus.
Die Abteilung für Telekommunikationsstandards der Internationalen Fernmeldeunion (ITU-T) hat das Verfahren am 30. September 1999 als offiziell empfohlenen internationalen Standard verabschiedet.
Der am 14. Mai 2005 verabschiedete Annex C des Standards beschreibt eine breitbandigere Variante, die einen Frequenzbereich von bis zu 14 kHz abbilden kann. Sie stellt eine rein monophone Variante von Siren 14 dar.
2008 verabschiedete die ITU-T die Weiterentwicklung G.719.